# Peštanska županija
Peštanska županija (mađarski: Pest megye) jedna je od 19 mađarskih  županija. Pripada regiji Središnjoj Mađarskoj. Administrativno središte je Budimpešta. Površina županije je 6393 km², a broj stanovnika 1 083 877. 

## Zemljopisne osobine
Nalazi se u središnjoj i sjevernoj Mađarskoj, u regiji Središnjoj Mađarskoj (Közép-Magyarország)
Susjedne županije su Nogradska na sjeveru i sjeveroistoku, Heveška na sjeveroistoku, aziško-velikokumansko-szolnočka na istoku, Bačko-kiškunska na jugu, Bila na zapadu i Komoransko-ostrogonska županija na sjeverozapadu. Na sjeveru graniči s Slovačkom.
Gustoća naseljenosti je 176 stanovnika po četvornom kilometru. 
U Peštanskoj se županiji nalazi 186 naselja.

## Upravna organizacija
Hrvatska imena naselja prema ili

### Gradovi
| - Andzabeg - Kesija - Ceglid - Vacija - Godela - Semikloš - Vundeš - Senandrija | - Nagykőrös - Gyál - Vecsés - Rastin - Monor - Fót - Bata - Goda | - Pomáz - Dabas - Silaj - Đumra - Rečaza - Abony - Pécel - Budakeszi | - Velišvar - Turbal - Nagykáta - Albertirsa - Torba - Pilis - Maglód - Isaszeg | - Kistarcsa - Vulov - Kalaz - Tukulja - Kovin - Ócsa - Halásztelek - Tura | - Vršanj - Aszód - Tápiószele - Zsámbék - Jurkinja - Nagymaros - Szob - Višegrad |

### Velika sela i sela
| - Acsa - Nimedin - Apaj - Áporka - Bag - Bernecebaráti - Bénye - Jena - Buđin - Ceglédbercel - Csemő - Čivija - Čobance - Csomád - Čemer - Csörög - Čuvar - Dánszentmiklós - Dány - Deljaza - Orašje - Domony - Dimšić | - Bogdan - Ecser - Erdőkertes - Farmos - Paknja - Đurkovac - Galgahévíz - Galgamácsa - Gomba - Teba - Hernád - Hévízgyörk - Iklad - Narča - Domaš - Ipolytölgyes - Jászkarajenő - Kakucs - Kartal - Káva - Kemence - Kerepes - Lackaz - Kismaros | - Nemet - Voros - Kocsér - Kožda - Kóspallag - Kóka - Kőröstetétlen - Lanvar - Letkés - Lovra - Majušaz - Makat - Marnostra - Mende - Mikebuda - Mogyoród - Monorierdő - Nagybörzsöny - Kovačica - Nagytarcsa - Nyáregyháza - Nyársapát - Bačan - Pánd | - Páty - Penavac - Perbál - Perőcsény - Péteri - Vindor - Piliscsaba - Pilisjászfalu - Santov - Pilisszentiván - Mlinci - Slaslovo - Međar - Pusztavacs - Pusztazámor - Pišpek - Slađ - Radovo - Remeteszőlős - Šumar - Šokut - Sülysáp - Szada - Szentlőrinckáta | - Szentmártonkáta - Bečan - Čip - Monaštor - Smartin - Ujfaluba - Szokolya - Seđa - Zabašur - Totluk-Tajija - Takša - Tatárszentgyörgy - Táborfalva - Tápióbicske - Tápiógyörgye - Tápióság - Tápiószecső - Tápiószentmárton - Tápiószőlős - Tarnok - Tekija - Tésa - Tinja - Tóalmás | - Tuk - Törtel - Újhartyán - Újlengyel - Újszilvás - Úri - Irma - Valkó - Vasad - Vácduka - Vácegres - Orčan - Váckisújfalu - Vácrátót - Vácszentlászló - Vámosmikola - Verica - Verseg - Zbeginj - Zsámbok |

## Najveći gradovi i općine
| Grad/općina                               | Br.st. (1. siječnja 2005.) |
| ----------------------------------------- | -------------------------- |
| Andzabeg (Érd)                            | 60.546                     |
| Ceglid (Cegléd)                           | 38.448                     |
| Vacija (Vác)                              | 33.268                     |
| Godela, Gedlov (Gödöllő)                  | 31.876                     |
| Kesija (Dunakeszi)                        | 30.752                     |
| Semikloš, Semiklauš (Szigetszentmiklós)   | 26.662                     |
| Vundeš, Jerša, Erša (Budaörs)             | 25.725                     |
| Nagykőrös                                 | 25.556                     |
| Senandrija, Sandrija, Sendra (Szentendre) | 24.010                     |
| Gyál                                      | 22.195                     |
| Monor                                     | 21.554                     |
| Vecsés                                    | 19.023                     |
| Bata (Százhalombatta)                     | 17.438                     |
| Fót                                       | 17.287                     |
| Rastin (Dunaharaszti)                     | 17.244                     |
| Goda (Göd)                                | 16.375                     |
| Dabas                                     | 16.232                     |
| Abony                                     | 15.839                     |
| Pomáz                                     | 15.799                     |
| Velišvar, Velišar (Pilisvörösvár)         | 12.922                     |
| Maglód                                    | 10.379                     |

## Stanovništvo
U županiji živi 1 083 877 stanovnika (prema popisu 2001.).
- Mađari = 1 013 153
- Nijemci = 18 041
- Romi, Bajaši = 12 465
- Slovaci = 8 331
- Srbi 1 306
- Rumunji = 1 165
- Ukrajinci 827
- Hrvati 721
- Poljaci 586
- Grci 615
- Slovenci 379
- Bugari 322
- Rusini 230
- Arapi 144
- Židovi, Hebreji 128
- Armenci 111
- ostali

## Vanjske poveznice
- (engleski) Mađarski statistički ured - nacionalni sastav Peštanske županije 2001.